# Cratere Barma
Barma è un cratere d'impatto presente sulla superficie di Mercurio, a 40,99° di latitudine sud e 163,39° di longitudine ovest. Il suo diametro è pari a 123 km.
Il cratere è stato battezzato dall'Unione Astronomica Internazionale in onore di Postnik Jakovlev, celebre architetto russo attivo nel XVI secolo.